# Voyage (álbum)
Voyage é o nono álbum de estúdio do grupo sueco ABBA, lançado no dia 5 de novembro de 2021. Com dez canções escritas por Benny Andersson e Björn Ulvaeus, é o primeiro álbum do grupo com material novo em 40 anos, desde The Visitors (1981) e a dissolução subsequente do grupo em 1982. O álbum foi anunciado em 2 de setembro de 2021 em uma transmissão ao vivo do YouTube. Em 2018, o ABBA anunciou que havia gravado duas canções, "I Still Have Faith in You" e "Don't Shut Me Down", os quais foram anunciadas como os primeiros singles do álbum na transmissão ao vivo e foram lançadas as duas a 2 de setembro de 2021. "Just A Notion" foi lançado como terceiro single em 22 de outubro de 2021, seguido pelo quarto single "Little Things" em 3 de dezembro. Uma residência de concerto digital em apoio ao álbum, ABBA Voyage, foi inaugurada em Londres em 27 de maio de 2022.
Voyage estreou no topo das paradas da Austrália, Áustria, Bélgica, República Tcheca, Dinamarca, Finlândia, França, Alemanha, Islândia, Irlanda, Holanda, Nova Zelândia, Noruega, Suécia, Suíça e Reino Unido. Também se tornou o álbum de estúdio de maior sucesso do grupo no Canadá e nos Estados Unidos, estreando em segundo lugar nas paradas de ambos os países. O álbum foi indicado ao Grammy Awards de 2023, nas categorias Álbum do Ano e Melhor Álbum Vocal de Pop, além de indicações para "I Still Have Faith in You" e "Don't Shut Me Down", o primeiro para Gravação do Ano no Grammy Awards de 2022 (a primeira indicação ao Grammy para o grupo), e o último para Gravação do Ano e Melhor Performance de Duo/Grupo Pop no Grammy Awards de 2023. O álbum vendeu mais de 2,5 milhões de cópias em todo o mundo.

## Antecedentes e produção
O ABBA se separou informalmente em 1983, após o lançamento de sua coletânea de grandes sucessos, The Singles: The First Ten Years, no final de 1982. O interesse renovado pela banda cresceu a partir da década de 1990, após o sucesso mundial de sua coletânea de grandes sucessos ABBA Gold, o musical baseado no ABBA Mamma Mia! e o filme subsequente de mesmo título, seguido por sua sequência de 2018, Mamma Mia! Here We Go Again, e o uso de suas músicas em algumas outras trilhas sonoras de filmes como Priscilla, a Rainha do Deserto e O Casamento de Muriel.
No entanto, os membros recusaram-se firmemente a se reunir. Em 2000, eles teriam recusado uma oferta de US$ 1 bilhão para retornarem novamente aos palcos. Em julho de 2008, Björn Ulvaeus declarou categoricamente ao The Sunday Telegraph: "Nunca mais apareceremos no palco. Simplesmente não há motivação para nos reagruparmos." Ulvaeus reiterou isso em uma entrevista de 2014 enquanto promovia a publicação do ABBA: The Official Photo Book.
Em 6 de junho de 2016, o ABBA se reuniu após sua separação em 1982, cantando "The Way Old Friends Do" em uma festa particular em Estocolmo, Suécia. Dois anos depois, em abril de 2018, eles anunciaram que haviam gravado duas novas canções, "I Still Have Faith in You" e "Don't Shut Me Down".
As novas canções inicialmente pretendiam apoiar um especial de TV produzido pela NBC e pela BBC e a turnê ABBA Voyage que o próprio especial de TV apoiava. No entanto, este projeto foi posteriormente cancelado em favor da turnê "ABBAtar" anunciada meses antes.
Uma das faixas do álbum, "Just a Notion", foi anteriormente parcialmente incluída em uma versão demo como parte do medley "ABBA Undeleted" do box coletânea Thank You for the Music de 1994. A música reformulada foi lançada como single duas semanas antes do álbum, em 22 de outubro de 2021. Embora os vocais datem de 1978, sua instrumentação foi em sua maioria regravada.
Voyage é o primeiro álbum do ABBA a não apresentar os músicos de longa data e turnês Ola Brunkert na bateria e Rutger Gunnarsson no baixo, após suas respectivas mortes em 2008 e 2015. É também o primeiro álbum do ABBA a ser produzido e arranjado exclusivamente por Benny Andersson, e sem nenhuma instrumentação de Björn Ulvaeus (embora Ulvaeus participe como vocal de apoio, compositor e produtor associado). Todos os álbuns anteriores do ABBA foram produzidos e arranjados por Andersson e Ulvaeus como uma dupla, e contavam com Ulvaeus como guitarrista.

## Promoção e anúncio
A promoção de Voyage começou com o site abbavoyage.com, entrando ao ar em 26 de agosto de 2021. Outdoors foram erguidos em Londres, e contas nas mídias sociais, intituladas "ABBA Voyage", também foram criadas. A banda anunciou durante uma transmissão ao vivo no YouTube em 2 de setembro de 2021 que Voyage seria lançado em 5 de novembro de 2021. As duas músicas anunciadas pela primeira vez em 2018, "I Still Have Faith in You" e "Don't Shut Me Down", foram confirmadas como o primeiro single duplo do novo álbum durante a transmissão ao vivo de setembro de 2021.

### Turnê

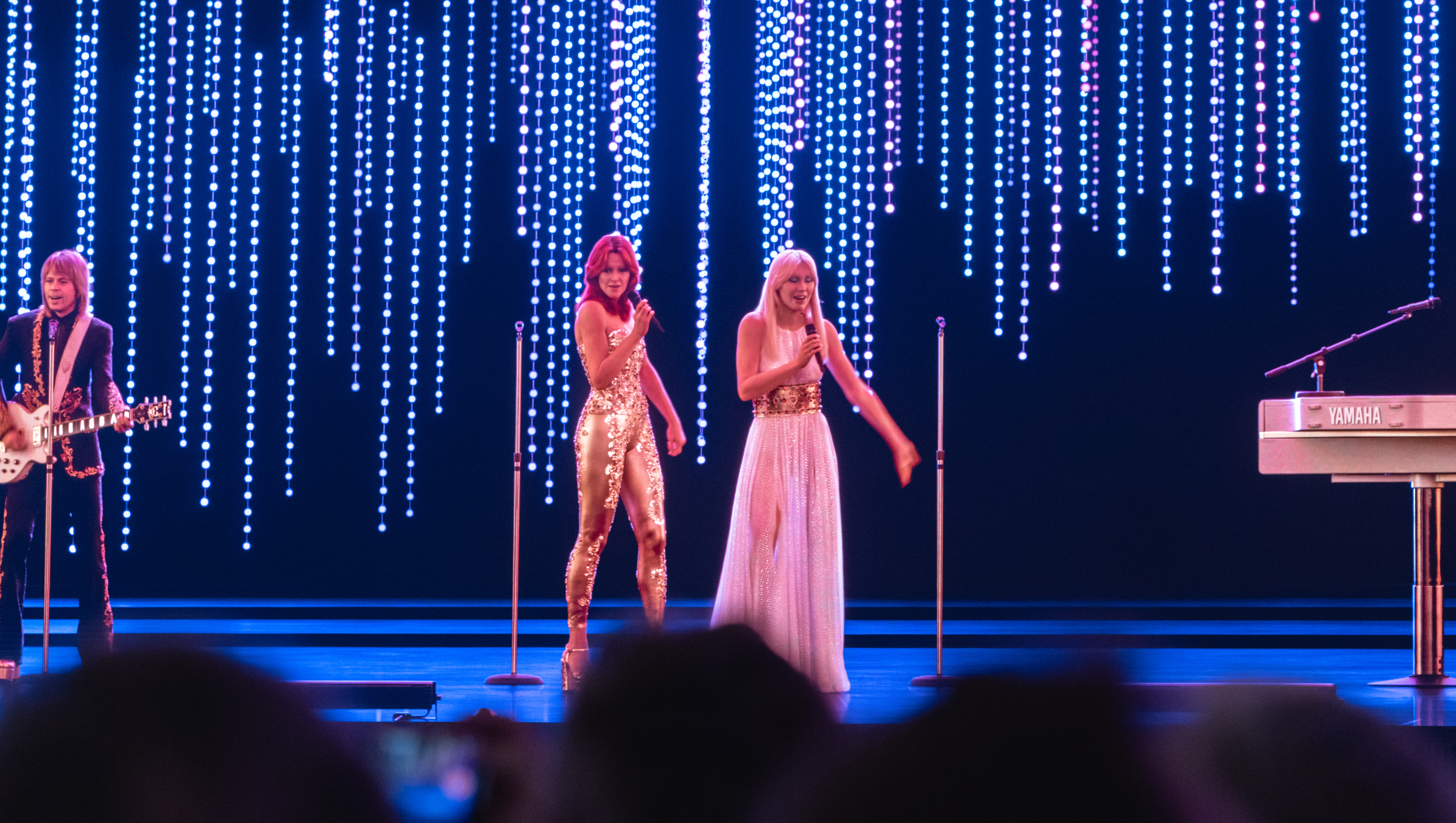
Uma performance com os ABBAtars

Durante a transmissão ao vivo do anúncio do álbum, o ABBA também anunciou uma residência de concertos, conhecida como ABBA Voyage, com shows começando em 27 de maio de 2022 em um local personalizado no Parque Olímpico Rainha Isabel, em Londres, Inglaterra.
O ABBA anunciou pela primeira vez que estava preparando avatares digitais em setembro de 2017, com Benny Andersson dizendo que demoraria para fazer seus rostos, e Ulvaeus dizendo que estava animado com como a tecnologia está avançando. Batizados de "ABBAtars", eles aparecem durante os shows do ABBA Voyage no lugar dos quatro membros reais da banda. Para animar os avatares, os membros da banda usaram trajes de captura de movimento e foram filmados com 160 câmeras, com gráficos posteriormente adicionados pela Industrial Light & Magic, uma empresa de efeitos visuais. Os ABBAtars possuem a mesma tecnologia do pseudo-holograma de Tupac Shakur, de 2012, com avatares 3D acompanhados por uma banda ao vivo.
A turnê originalmente estava programada para ocorrer em 2019, mas devido a atrasos técnicos e à pandemia de COVID-19, foi adiada para 2022, transformando-a agora em uma residência de sete meses em Londres. Em março de 2024, nenhum outro local da turnê foi anunciado.

## Crítica profissional
| Críticas profissionais | Críticas profissionais |
| Pontuações agregadas   | Pontuações agregadas   |
| Fonte                  | Avaliação              |
| ---------------------- | ---------------------- |
| AnyDecentMusic?        | 7.1/10                 |
| Metacritic             | 72/100                 |
| AOTY                   | 71/100                 |
| Avaliações da crítica  |                        |
| Fonte                  | Avaliação              |
| AllMusic               | [ 35 ]                 |
| Mojo                   | [ 36 ]                 |
| NME                    | [ 37 ]                 |
| Pitchfork              | 7.4/10                 |
| Rolling Stone          | [ 39 ]                 |
| The Guardian           | ·                      |
| The Independent        | [ 42 ]                 |
| The Line of Best Fit   | 6/10                   |
| The Telegraph          | [ 44 ]                 |
| The Times              | [ 45 ]                 |

Voyage recebeu críticas positivas dos críticos musicais. No Metacritic, que atribui uma classificação normalizada de 100 para resenhas de publicações profissionais, o álbum recebeu uma pontuação média de 72 com base em 16 resenhas, indicando "críticas geralmente favoráveis". Agregador AnyDecentMusic? deu 7,1 de 10, com base na avaliação do consenso crítico.
Stephen Thomas Erlewine do site AllMusic deu ao álbum três estrelas e meia em cinco e observou que "Andersson e Ulvaeus sabiamente decidiram não seguir nenhuma tendência estilística ou adotar qualquer técnica de produção moderna", o que tornou as canções "reconhecidamente música do ABBA". Ele também escreveu que, como todos os álbuns do ABBA, "[ele] traz os baixos junto com os altos" e chamou o álbum de "inesperado e delicioso".
Helen Brown, do The Independent, deu-lhe uma classificação completa de cinco em cinco estrelas e observou que, assim como acontece com as músicas dos álbuns dos anos 1970, o ABBA não tentou seguir a tendência ou "atualizar o enfeite vintage gloriosamente espalhafatoso de seu som de festa de escritório dos anos 80". E ela afirmou que muito disso vem do fato de que os criadores da música, Bjorn e Benny, perceberam desde o início, "foi a falta de frescor deles que tocou o lado de fora de todos" e lhes permitiu ter uma longa carreira.
Em sua crítica para o The Telegraph, Neil McCormick escreveu que "a reputação do ABBA foi estabelecida como uma banda de singles consumada, em vez de uma banda de álbum", e nenhuma das músicas apresentadas é tão boa quanto seus singles de sucesso. Concluiu afirmando que o resultado como um todo "está fora do tempo em vez de atemporal".
Ed Potton, da revista The Times, avaliou-o com quatro estrelas de cinco e afirmou que "Voyage é uma mistura tranquilizadora e familiar de sentimento claro, musicalidade ultrajante e total indiferença à moda". Ele elogiou Frida (sobre quem ele afirmou ter notado um sotaque sueco mais forte do que o normal, embora não considere isso uma coisa ruim) e os vocais de Agnetha, chamando-os de "imaculados e comoventes", e escreveu que embora as "músicas podem soar bobas na primeira audição, mas você é atraído pela força melódica de Benny Andersson e pelos insights líricos excêntricos de Bjorn Ulvaeus".
Rob Sheffield da Rolling Stone deu ao álbum quatro de cinco estrelas e escreveu que é uma surpresa que o grupo tenha retornado com novo material e que "é uma surpresa maior e mais doce que eles tenham retornado tão cheios de vitalidade musical. Todos esses anos depois de 'Waterloo', o ABBA ainda se recusa a se render".

## Lista de faixas
Todas as faixas compostas e produzidas por Benny Andersson e Björn Ulvaeus.
| N.º            | Título                      | Duração |  |
| 1.             | "I Still Have Faith in You" | 5:09    |  |
| 2.             | "When You Danced with Me"   | 2:50    |  |
| 3.             | "Little Things"             | 3:08    |  |
| 4.             | "Don't Shut Me Down"        | 3:56    |  |
| 5.             | "Just a Notion"             | 3:29    |  |
| 6.             | "I Can Be That Woman"       | 4:01    |  |
| 7.             | "Keep an Eye on Dan"        | 4:05    |  |
| 8.             | "Bumblebee"                 | 3:57    |  |
| 9.             | "No Doubt About It"         | 2:56    |  |
| 10.            | "Ode to Freedom"            | 3:32    |  |
| Duração total: | Duração total:              | 37:03   |  |

## Desempenho comercial
Voyage vendeu mais de 1 milhão de unidades em todo o mundo em sua primeira semana de lançamento. O álbum registrou 40.000 pré-encomendas no Reino Unido nas primeiras 24 horas após o anúncio de seu lançamento. Três dias após o anúncio do álbum, ele recebeu mais de 80.000 pré-encomendas apenas no Reino Unido, quebrando o recorde de maior álbum pré-encomendado para a Universal Music Group UK, que era anteriormente mantido por Progress (2010) do grupo britânico Take That. Em outubro de 2021, o álbum registrou 111.000 pré-encomendas. Os pedidos antecipados na Holanda totalizaram 40.000 cópias.
O álbum estreou em primeiro lugar na parada de álbuns oficiais do Reino Unido, com 204.000 unidades vendidas, 90% (180.000) das quais foram vendas físicas. Foi a maior semana de estreia de um álbum no Reino Unido desde ÷ (2017), de Ed Sheeran, e se tornou o álbum mais vendido de 2021, bem como o LP de vinil mais vendido do século 21, com 29.900 cópias de vinil vendidas. É o primeiro álbum do ABBA número um desde ABBA Gold, que liderou as paradas em 1992, 1999 e 2008. Tornou-se o terceiro álbum mais vendido de 2021 no Reino Unido, com 400.000 unidades e o segundo álbum mais vendido, com 387.000 vendas puras.
Na Alemanha, o álbum também alcançou o primeiro lugar na parada de álbuns, com mais de 200.000 vendas. Em sua primeira semana, vendeu mais cópias do que o restante da parada de álbuns combinada e também alcançou o topo da parada de álbuns de final de ano por enquanto. Na Itália, o álbum estreou em sexto lugar na parada de álbuns.
Voyage se tornou o álbum de maior sucesso do ABBA nos Estados Unidos, entrando na Billboard 200 em segundo lugar em 20 de novembro de 2021, batendo seu recorde anterior de número 14 com ABBA: The Album em 1978. Abriu com 82.000 unidades equivalentes a álbuns, incluindo 78.000 vendas de álbuns (60.500 dos quais físicos), tornando-o o álbum mais vendido da semana.
Segundo a IFPI, Voyage foi o oitavo álbum mais vendido em todo o mundo (todos os formatos) e o segundo na lista de vendas de álbuns. O álbum vendeu 2.050.000 cópias em 2021, e mais de 2,5 milhões em novembro de 2022. Voyage ganhou o prêmio de álbum do ano no Japan Gold Disc Award de 2022.

### Tabelas semanais
| Tabela musical (2021)                 | Melhor posição |
| ------------------------------------- | -------------- |
| Alemanha (Offizielle Deutsche Charts) | 1              |
| Austrália (ARIA)                      | 1              |
| Áustria (Ö3 Austria Top 40)           | 1              |
| Bélgica (Ultratop Flandres)           | 1              |
| Bélgica (Ultratop Valônia)            | 1              |
| Canadá (Billboard)                    | 2              |
| Croácia (HDU)                         | 2              |
| República Tcheca (ČNS IFPI)           | 1              |
| Dinamarca (Hitlisten)                 | 1              |
| Escócia (Official Scottish Albums)    | 1              |
| Eslováquia (ČNS IFPI)                 | 2              |
| Espanha (PROMUSICAE)                  | 2              |
| Estados Unidos (Billboard 200)        | 2              |
| Finlândia (Suomen virallinen lista)   | 1              |
| França (SNEP)                         | 1              |
| Grécia (IFPI)                         | 1              |
| Hungria (MAHASZ)                      | 3              |
| Irlanda (Official Irish Albums)       | 1              |
| Islândia (Tonlist)                    | 1              |
| Itália (FIMI)                         | 6              |
| Japão (Oricon)                        | 4              |
| Japão (Oricon) Voyage com ABBA Gold   | 16             |
| Japão (Billboard Japan)               | 4              |
| Lituânia (AGATA)                      | 23             |
| Nova Zelândia (RMNZ)                  | 1              |
| Noruega (VG-lista)                    | 1              |
| Países Baixos (Dutch Charts)          | 1              |
| Polónia (ZPAV)                        | 2              |
| Portugal (AFP)                        | 1              |
| Reino Unido (Official Albums Chart)   | 1              |
| Suécia (Sverigetopplistan)            | 1              |
| Suíça (Schweizer Hitparade)           | 1              |

| Tabela musical (2021)         | Posição |
| ----------------------------- | ------- |
| Alemanha (Offizielle Top 100) | 1       |
| Austrália (ARIA)              | 10      |
| Áustria (Ö3 Austria)          | 1       |
| Bélgica (Ultratop Flanders)   | 1       |
| Bélgica (Ultratop Wallonia)   | 3       |
| Chéquia (ČNS IFPI)            | 3       |
| Dinamarca (Hitlisten)         | 12      |
| Espanha (PROMUSICAE)          | 68      |
| França (SNEP)                 | 31      |
| Hungria (MAHASZ)              | 26      |
| Irlanda (IRMA)                | 9       |
| Islândia (Tonlist)            | 94      |
| Países Baixos (Album Top 100) | 4       |
| Polónia (ZPAV)                | 43      |
| Reino Unido (OCC)             | 3       |
| Suécia (Sverigetopplistan)    | 1       |
| Suíça (Schweizer Hitparade)   | 1       |
| Tabela musical (2022)         | Posição |
| Alemanha (Offizielle Top 100) | 3       |
| Áustria (Ö3 Austria)          | 61      |
| Bélgica (Ultratop Flanders)   | 23      |
| Bélgica (Ultratop Wallonia)   | 77      |
| Hungria (MAHASZ)              | 96      |
| Portugal (AFP)                | 74      |
| Suécia (Sverigetopplistan)    | 57      |
| Suíça (Schweizer Hitparade)   | 13      |

## Certificações e vendas
| Região                     | Certificação | Vendas    |
| -------------------------- | ------------ | --------- |
| Alemanha (BVMI)            | Platina      | 400,000   |
| Austrália (ARIA)           | Oro          | 35,000^   |
| Áustria (IFPI Áustria)     | Platina      | 15,000*   |
| Bélgica (BEA)              | Platina      | 20,000*   |
| Dinamarca (IFPI Dinamarca) | Platina      | 20,000^   |
| França (SNEP)              | Platina      | 100,000*  |
| Polônia (ZPAV)             | Oro          | 10,000*   |
| Suécia (GLF)               | Oro          | 10,000^   |
| Reino Unido (BPI)          | Platina      | 387,000   |
| Resumos                    |              |           |
| Mundo                      | —            | 2,500,000 |
|                            |              |           |